# Masaki Nakano
Masaki Nakano (* 2. srpna 1955) je japonský fotograf. Je známý svým stylem zachycení města z jedinečné perspektivy, včetně filmu TOKIO NOBODY, který zachycuje scenérii Tokia bez lidí.

## Životopis
Narodil se 2. srpna 1955 v prefektuře Fukuoka. Od roku 1956 žije v Tokiu. Absolvoval střední školu Tokyo Metropolitan Musašigaoka High School (student 26. ročníku). V roce 1979 absolvoval Akademii umění Musašino, katedru designu vizuální komunikace. Studoval u fotografa Šigeru Akimota. Zhruba od roku 1980 pracoval na obálkách časopisů a různých reklamách. V roce 2001 získal cenu Photographic Society of Japan New Face za svou fotoknihu „TOKIO NOBODY“. V roce 2005 získal 30. Cenu za fotografii Ihei Kimury za svou fotoknihu „Tokyo window scenery“.

## Dílo
- TOKIO NOBODY (Little More, 2000)
- KUBA Dia Y Noche (Kuba ve dne a v noci, Kjurjudo, 2000)
- STÍNY (2002)
- Tokyo window view (2004, Kawade Šobo Šinša)
- TOKYO BLACKOUT (2005, Pia)
- MOJE ZTRACENÁ AMERIKA (2007)
- TOKYO FLOAT (2008, Kawade Šobo Šinša)
- Asian Rhapsody (2013, Grevis)
- 9 [Tokio] (Grevis, 2019)

## Filmy
- TOKYO NOBODY se intenzivně natáčel v lednu, na začátku roku, kdy je malý provoz kvůli návratům domů a exkurzí, a v květnu, kdy jsou dlouhé prázdniny. Doba natáčení trvala 10 let.
- Spisovatelka Aki Misaki v rozhovoru prozradila, že impulsem k vytvoření její knihy The Lost Town bylo zhlédnutí TOKYO NOBODY.
- TOKYO BLACKOUT je projekt spolupráce s filmem Daiden no Yoru Ni. V díle se objevují i herci a herečky vystupující ve filmu.